# Bulbophyllum recurviflorum
Bulbophyllum recurviflorum là một loài phong lan thuộc chi Bulbophyllum.